# Huma-rhythm
『huma-rhythm』（ヒューマリズム）は、2002年1月30日に発売されたhitomiの6thオリジナルアルバム。発売元はavex trax。

## 解説
- アルバムタイトルの『huma-rhythm』はhitomiによる造語である。
- ジャケットが3種類あり うつむきver. スリーブケースver. 通常ver. ピクチャーレーベル仕様となっており、シークレットトラックが導入している(14曲目の無音部分)。内容として2002年2月14日発売の24thシングル『Understanding』のショートバージョンを収録。
- シングルからは7曲を収録・タイアップも全14曲中、6曲についている。

## 収録曲
作詞： hitomi (全曲) / 編曲：Zentaro Watanabe (1～4,6～10,12～14)
1. COSMIC WORLD [intro]
作曲：Zentaro Watanabe
2. Ele pop
作詞：Tetsuhiko Suzuki / 作曲：expo
3. SAMURAI DRIVE
作詞：Ryozo Kobayashi / 作曲：CUNE
23rdシングル。CUNEのカバーであるが、CUNE版の同曲歌詞中の一人称"俺"がhitomi版では"僕"に変更されている。「Brand-new AUBE」CFタイアップ
4. IS IT YOU?
作曲：Kousuke Morimoto
21stシングル。フジテレビ系ドラマ・できちゃった結婚主題歌
5. Primary
作曲：Dai Nagao / 編曲：tasuku
6. Hi Hi Hi
作曲：Zentaro Watanabe
7. OPEN MIND
作曲：Shintaro Hagiwara
21stシングルc/w。hitomi本人が出演した日本ゼネラルモーターズ・OPEL「VITA」CMイメージソング
8. I am
作曲：Masato Kitano
22nd両A面シングル。よみうりテレビ・日本テレビ系アニメ・犬夜叉OP
9. プラスティックタイムマシーン
作曲：CUNE
10. WHY ?
作曲：Masato Kitano
21stシングルc/w。
11. 果てしない悲しみ
作曲・編曲：Akimitsu Honma
12. INNER CHILD
作曲：Akinori Suzuki
20thシングル。GUNZE「BODY WIND」CMソング
13. innocence
作曲：Masato Kitano
22nd両A面シングル。三菱電機「デジタル・ムーバD303iHYPER」CMソング・フジテレビ系「ベルリンマラソン」イメージソング
14. リトルモア
作曲：expo
15. トラック15　※シークレットトラック・初回盤のみ
14曲目の終了後、しばらくそのままにしておくと曲が始まる。今作の約2週間後に発売されたシングル・Understandingと思われる曲の一部分が収録されている。